# Cantone di Couches
Il Cantone di Couches era una divisione amministrativa dell'arrondissement di Autun.
È stato soppresso a seguito della riforma complessiva dei cantoni del 2014, che è entrata in vigore con le elezioni dipartimentali del 2015.
Comprendeva i comuni di:
- Cheilly-lès-Maranges
- Couches
- Dezize-lès-Maranges
- Dracy-lès-Couches
- Essertenne
- Paris-l'Hôpital
- Perreuil
- Saint-Émiland
- Saint-Jean-de-Trézy
- Saint-Martin-de-Commune
- Saint-Maurice-lès-Couches
- Saint-Pierre-de-Varennes
- Saint-Sernin-du-Plain
- Sampigny-lès-Maranges